# استورم ساندرز
 استورم ساندرز (انگلیسی: Storm Sanders؛ زاده ۱۱ اوت ۱۹۹۴) یک تنیس‌باز اهل استرالیا است.